# Sara Sara
Sara Sara je ledem pokrytý neaktivní stratovulkán. Leží v peruánské provincii Ayacucho, mezi jezerem Parinacocha a řekou Rio Ocona. Je to nejzápadněji položený vulkán v Peru, který byl aktivní v holocénu. Mladě vypadající (nezvětralé) lávové proudy andezitového vulkánu se dají najít až v 10 km vzdáleném údolí řeky Rio Ocona.